# توماس بيرنستن
توماس بيرنستن (بالنرويجية البوكمول: Thomas Berntsen)‏ هو مدرب كرة قدم ولاعب كرة قدم نرويجي، ولد في 31 يوليو 1970 في أوسلو في النرويج. لعب مع نادي فوليرينغا ونادي ليلستروم.

## وصلات خارجية
- توماس بيرنستن على موقع قاعدة بيانات كرة القدم.إي يو (الإنجليزية)
- توماس بيرنستن على موقع عالم كرة القدم.نت (الإنجليزية)